# Epione semenovi
Epione semenovi là một loài bướm đêm trong họ Geometridae.